# Branycia
Branycia (ukr. Браниця) – wieś na Ukrainie, w obwodzie czernihowskim, w rejonie nieżyńskim. W 2001 liczyła 1221 mieszkańców.